# Варденіс
Вардені́с (вірм. Վարդենիս) — місто на сході Вірменії, розташоване в марзі (області) Гегаркунік. Розташований на відстані 168 км на схід від Єревана та за 5 км на південний схід від озера Севан.

## Історія
Варденіс розташований на території історичної області Содк Великої Вірменії. За легендою, був заснований онуком Хайка Гегамом (вірм. Գեղամ, [geγám]), та названий їм Гегамабак вірм. Գեղամաբակ, [geγamabák]). В IX столітті сюнійський князь Габурн Васак заново відбудував село та перейменував його у Васакашен (вірм. Վասակաշեն). В XVI—XVIII століттях поселення називалося Воскешен (вірм. Ոսկեշեն, тобто «золоте»). На початку XIX століття населення мігрувало у Грузію.
В 1829—1830 рр. в Варденісі осіли переселенці із західновірменського міста Діядін (вірм. Դիյադին, тур. Diyadin).
До 1969 року називався Басаргечар (вірм. Բասարգեչար). З початком Карабаської війни азербайджанці були змушені покинути місто, воног потерпіло від бомбардувань з боку Азербайджану.

## Визначні пам'ятки
У місті знаходиться церква Сурб Аствацацин кінця XIX — початку XX століття, побудована на фундаменті заснованої сюнійським князем церкви. Навколо церкви є хачкари і надгробки XIV-XVII століття. В околицях міста — могильники третього - першого тисячоліття до н. е.

## Економіка
За 10 км на схід від міста знаходиться Сотське родовище золота — найбільше у Вірменії та одне з найбільших на Кавказі. У самому місті з радянських часів продовжили своє існування лише підприємства харчової промисловості (молочної та хлібопекарської).